# Robert Clauß

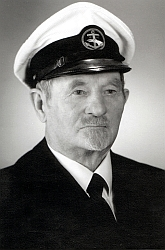
Kapitän Clauß (1969)

Robert Daniel Clauß (* 12. September 1894 in Berga/Elster; † 5. März 1974 in Hannover) war ein deutscher Kapitän und Kap Hoornier.

## Leben
Clauß umsegelte insgesamt 35-mal das Kap Hoorn, davon 15-mal als Kapitän. Ab 1929 war er Kapitän bei der Reederei F. Laeisz und führte als einer der letzten Kapitäne von Großseglern deren Flying P-Liner: zunächst die Pamir, 1930/31 die Padua, dann die Priwall und 1935/36 wiederum die Padua. Vom 31. Oktober 1933 bis zum 6. Januar 1934 segelte er die Priwall von Hamburg nach Australien.  Die Strecke von Lizard Point (Cornwall) zum Spencer-Golf legte er in der Rekordzeit von 62 Tagen zurück. Seither gilt er als „Seefahrerlegende“. Unter Kapitän Clauß diente die 4-Mast-Bark Padua Ende 1936 als Kulisse für den französischen Spielfilm Die Meuterei auf der Elsinore (Les mutinés de l'Elseneur) unter der Regie von Pierre Chenal nach dem gleichnamigen Roman von Jack London. Nach dem Zweiten Weltkrieg führte Kapitän Clauß in den 1950er Jahren verschiedene Schiffe der Weichsel Danziger Dampfschiffahrts- und Seebad-AG (ab 1951: Weichsel Dampfschiffahrt AG) sowie der Nordischen Reederei/Schiffahrts-AG, Kiel, so die Schiffe Elfriede, Adriana und Norderholm. Diese Schiffe bedienten unter anderem die Großen Seen und Westafrika.

Er war seit 1955 Mitglied der Seefahrervereinigung Internationale Bruderschaft der Kaphoorniers
Clauß war der letzte Kapitän der Passat. Er brachte das Schiff im Sommer 1960 von Hamburg durch den Nord-Ostsee-Kanal nach Travemünde, wo es seither als Wahrzeichen des Ostseebades vor Anker liegt.
Clauß fand seine letzte Ruhestätte im Familiengrab auf dem Friedhof in Moorrege (Kreis Pinneberg).

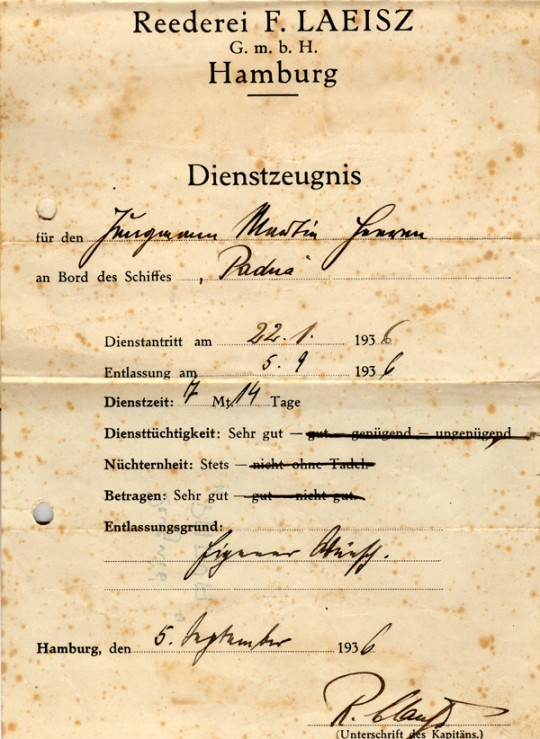
Padua (1936)
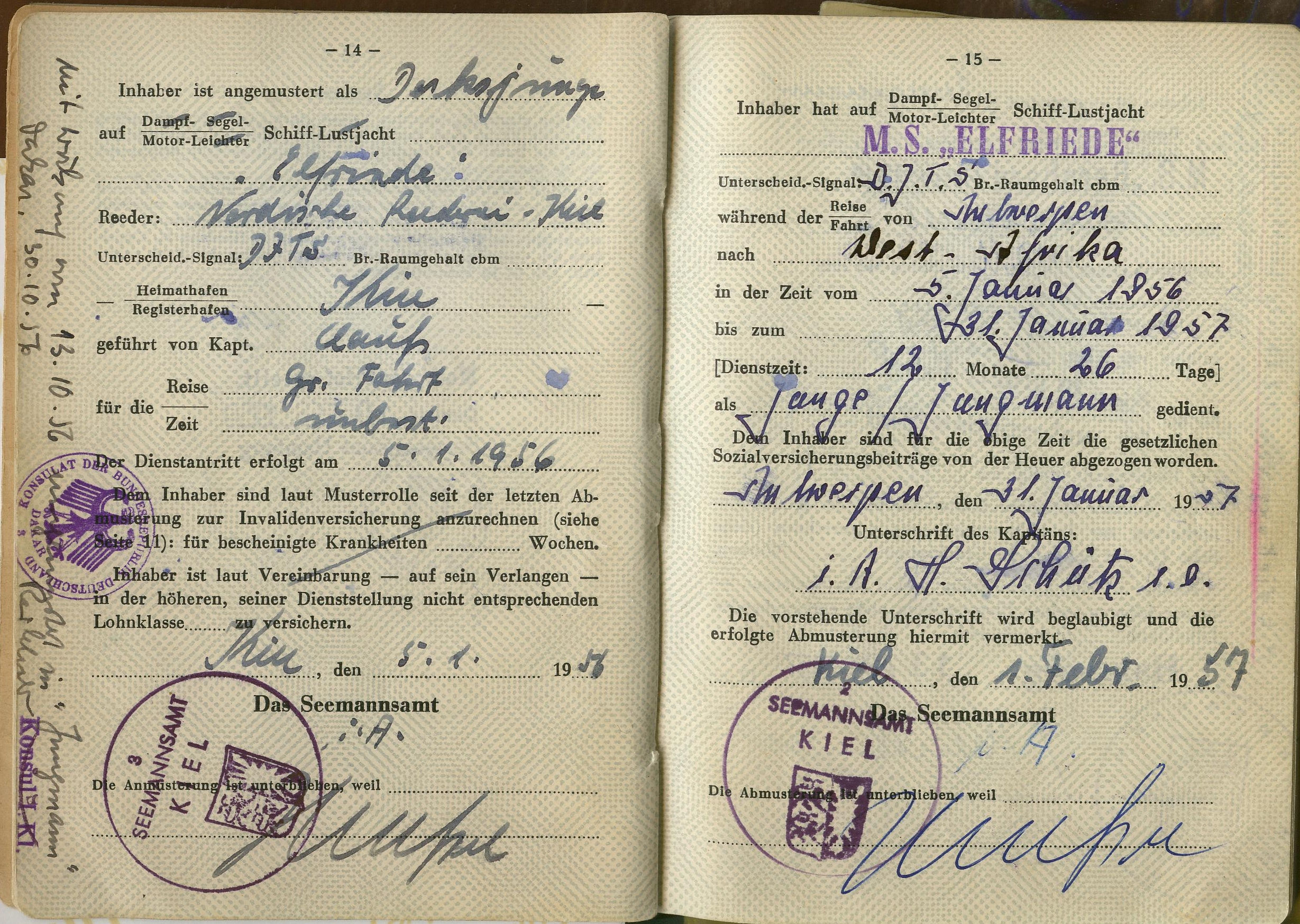
MS Elfriede (1956)
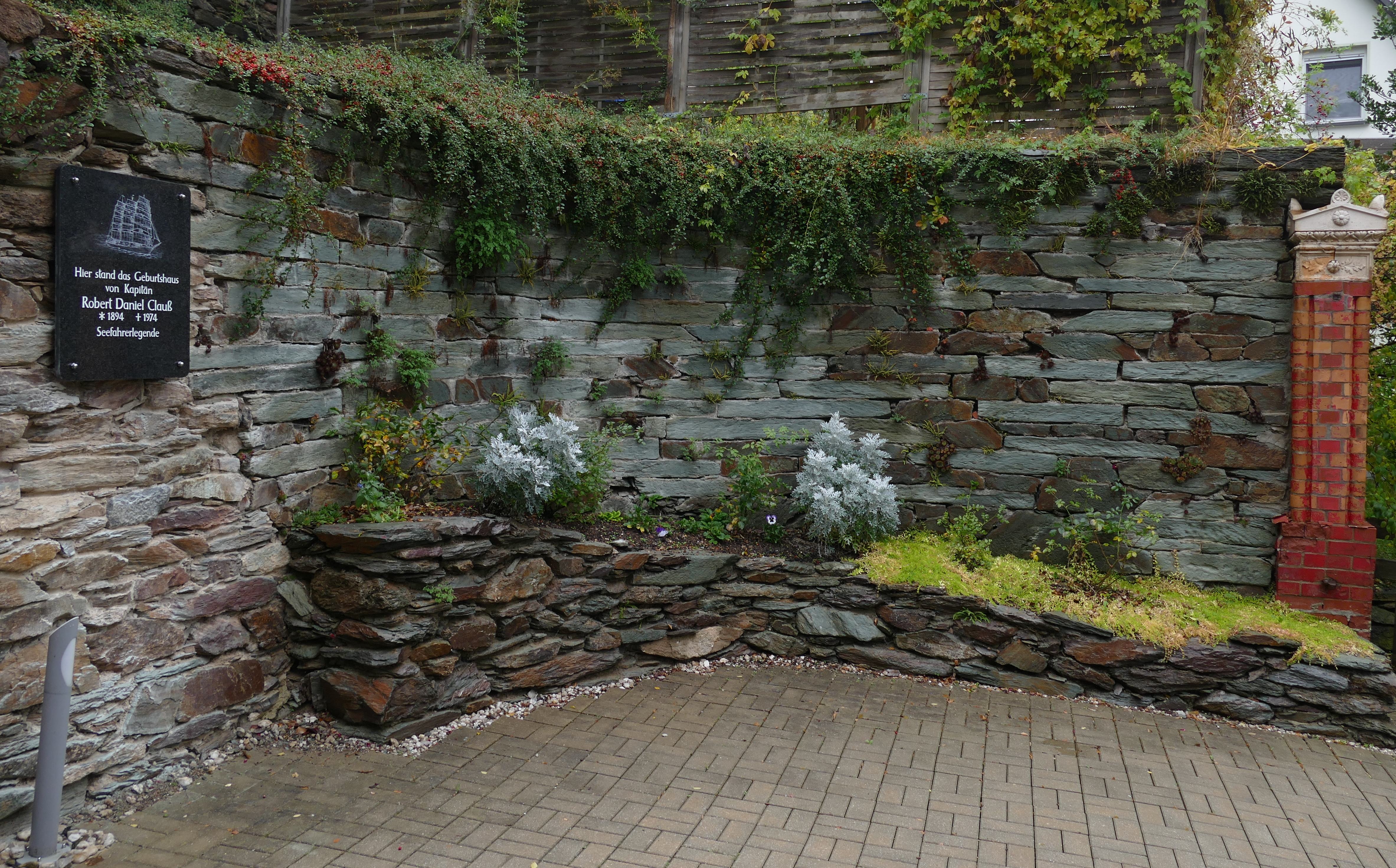
Gedenktafel in Berga

## Werke
- Um Kap Hoffnung nach Australien. Wie wir die „Priwall“ in 64 Tagen zum Spencer-Golf segelten. In: Fred Schmidt (Hrsg.): Neue Kapitäns-Berichte. Verlag Reimer, Berlin, 1937, S. 111–134. Wieder abgedruckt in: Grube/Richter: Das große Buch der Windjammer, Hoffmann und Campe Verlag, Hamburg, 1976; S. 230–237 (Reisebericht über die Rekordfahrt der SS Priwall nach Australien).